# Mali 00
Mali 00 är namnet på den styrka som initialt upprättats i Mali inom ramen för Sveriges bidrag till FN:s insats i Mali MINUSMA

## Allmänt
Mali 00 utgörs av bevakningspersonal från P4 samt ingenjörsförband från Ing 2 med uppgift att bygga den camp som det svenska truppbidraget ska verka från. Den provisoriska förläggningen varifrån ingenjörsförbandet verkade kallades Camp Ankeborg medan förläggningen som byggdes fick namnet Camp Nobel och är grupperad i anslutning till flygplatsen i Timbuktu. Etablering skedde med Hercules-plan från F 7 Såtenäs, 71. Transportflygdivisionen. Från januari 2015 kommer Mali 01 att börja verka från Campen. Mali 01 uppsätts av K3 i  Karlsborg.